# Dastakert
Dastakert  (armeană Դաստակերտ), este un oraș din Provincia Syunik, Armenia.